# Пётр Алеут
Пётр Алеу́т (до крещения — Чукагнак (или Чунагнак), Cungagnaq; † 1815, Калифорния) — святой, прославленный в лике мучеников Православной Церковью в Америке. Память совершается 24 сентября.
О мученическом подвиге святого Петра известно из свидетельских показаний Ивана Кыглая и писем ссылающегося на него Семёна Ивановича Яновского (схимонаха Сергия), правителя Русской Америки в 1818—1820 годах. Согласно им, в 1815 году Пётр Алеут, православный верующий, был захвачен в плен испанцами в северной Калифорнии и был замучен до смерти за исповедание православия и отказ принять католическую веру.

## Православный алеут
Точные место и дата рождения святого Петра, равно как этническое происхождение, не известны. Предполагается, что родился он на островах Кадьякского архипелага, входивших в состав Русской Америки. Русские обычно называли всех местных жителей алеутами, сейчас для кадьякских эскимосов распространено название алутиик.
С начала работы Кадьякской духовной миссии, состоявшей из монахов Валаамского монастыря, «алеуты» охотно принимали крещение. Предполагается, что Чукагнак, в крещении Пётр, был одним из духовных сыновей преподобного Германа Аляскинского.

## Мученичество
Самым южным поселением Русской Америки, основанным в 1812 году Российско-Американской компанией (РАК) для сельскохозяйственных нужд русской Аляски, была крепость Росс. Она располагалась на побережье северной Калифорнии, в 80 км от Сан-Франциско. Имея стратегически выгодное местоположение, новое поселение не давало покоя испанским колонизаторам, имевшим свои виды на территорию.
В 1815 году поблизости от Росса группа из 14 кадьякских алеутов, работавших на РАК под руководством одного из русских, занималась промыслом морских животных. Из-за непогоды их байдарки пристали к берегу у залива Сан-Педро, где их пленили испанские солдаты.
Яновский утверждал, что солдаты передали алеутов иезуитам, которые стали мучить пленных и принуждать к принятию католической веры. Исследователи сходятся во мнении, что иезуитов в Калифорнии в то время быть не могло: алеутов мучили францисканцы. В качестве возможного места мучения называют францисканскую миссию Долорес (исп. La Misión de San Francisco de Asís).
На попытки францисканцев навязать католичество, алеуты показывали нательные крестики и отвечали, что они уже приняли христианскую веру давно на Кадьяке и другой принять не желают. На что им возражали, что по мнению католиков они — еретики. Им дали время на размышления, оставив по двое в заточении на несколько дней без еды и томимых жаждой. Через некоторое время Петра и его соседа снова стали допрашивать. Соседом Петра по заточению оказался алеут по имени Иван Кыглай. Именно он стал свидетелем мученического подвига святого Петра. Сперва ему отрезали по одному суставу у пальцев на ногах, потом по другому — тот все терпел, повторяя: «Я христианин и не изменю своей вере». Потом на руках Петра отрезали по одному суставу у каждого пальца, потом по другому, потом отрубили ступни ног и кисти рук — мученик до конца терпел и скончался от истечения крови.
На другой день издевательства над алеутами должны были продолжиться, но из Монтерея поступило распоряжение конвоировать к ним русских пленников. Таким образом, алеуты были спасены.

## Почитание

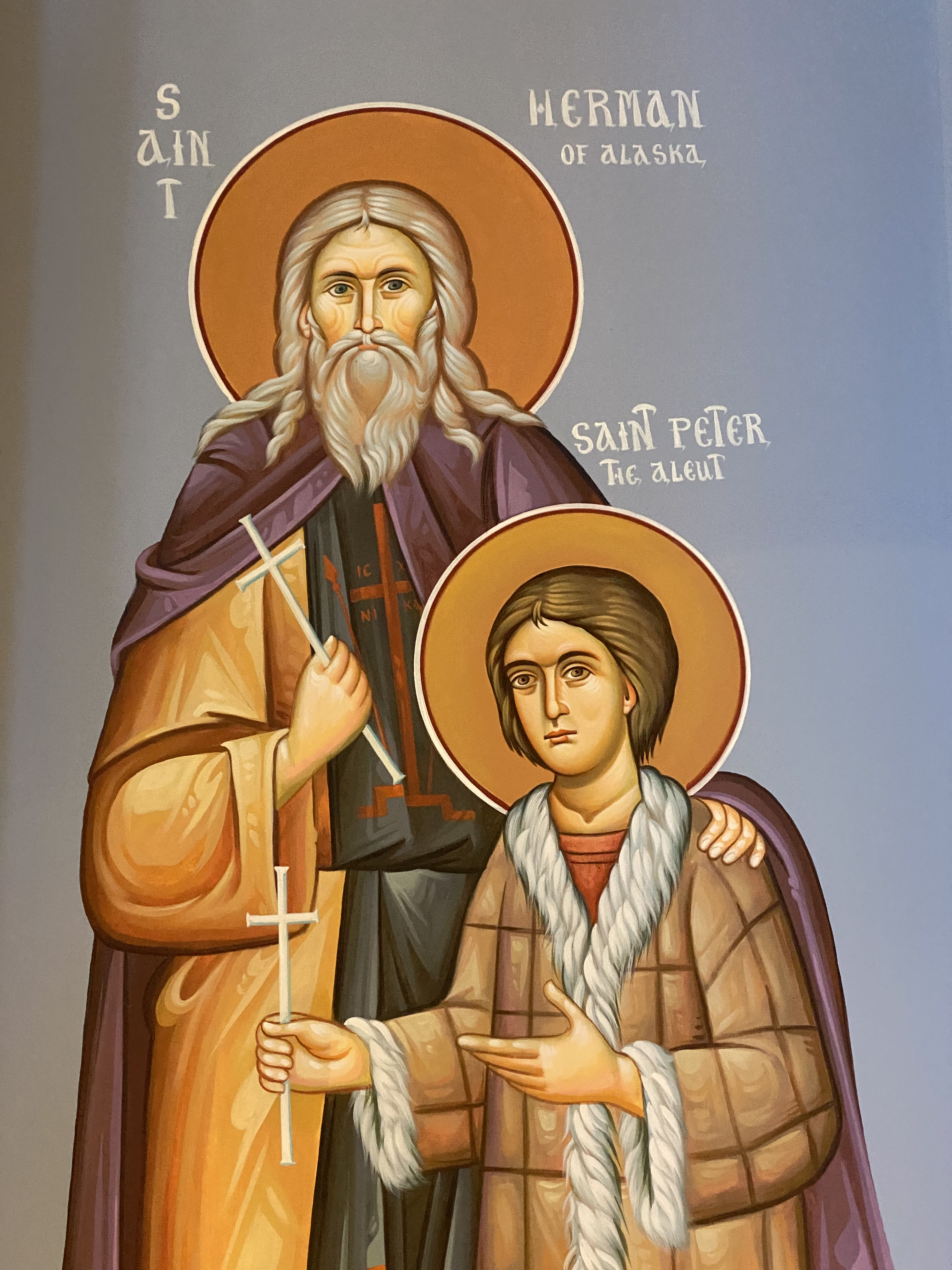
Икона с изображением Петра Алеута и Германа Аляскинского. Рочестер, штат Миннесота

В 1819 году бежавший из испанского плена Иван Кыглай, свидетель мученичества святого Петра, добрался до Росса, а затем и до Новоархангельска. Он сообщил об этой истории Яновскому. При очередном посещении Елового острова Яновский рассказал о Петре Алеуте святому Герману:
Отец Герман спросил: «А как звали этого замученного алеута?» Я ответил: «Пётр, а фамилии не припомню». Тогда он встал перед образом, благоговейно перекрестился и произнес эти слова: «Святой новомученик Пётр, моли Бога о нас!»
Обстоятельства мученической кончины святого Петра напоминают о страданиях великомученика Иакова Персянина, погибшего за веру в 421.
Святой Пётр Алеут был канонизирован Православной церковью в Америке в 1980 году, десять лет спустя после прославления преподобного Германа Аляскинского. Его память чтится также Русской православной церковью заграницей в день Собора первых мучеников Американской земли — 12 (25) декабря.
В честь святого Петра Алеута в Северной Америке воздвигнуто несколько храмов.

## Вопрос об историчности
Единственным источником, повествующим о мученичестве Петра Алеута, является рассказ Ивана Кыглая; никаких других прямых или косвенных подтверждений ему на настоящий момент не найдено. Один из ведущих исследователей Русской Америки Ричард Пирс полагал в этой связи, что его история может быть вымышленной.
Священник Православной Церкви в Америке Оливер Хербел также считает, что такой мученик в действительности не существовал: о нём нет упоминаний ни в устной традиции, ни (практически) у основных историков православия на Аляске; не упоминаются и вообще какие-либо столкновения между испанцами и русскими в Калифорнии в этот период. Кроме того, непонятно, на каком общем языке могли бы разговаривать между собой Пётр Алеут и его предполагаемые мучители (а раз так — как они могли объяснить ему суть своих требований и понять его отказ).